# Yves Perrousseaux
Yves Perrousseaux, né à Troyes le 19 janvier 1940 et mort à Marseille le 20 mai 2011, est un écrivain, éditeur et typographe français. En 1995, il était professeur à la faculté des Lettres de l’université d’Aix-Marseille.

## Ouvrages
- Yves Perrousseaux, L’Histoire de notre écriture alphabétique, Reillanne, Les Amis des arts, 1987, 21 p.
- Yves Perrousseaux, Manuel de typographie française élémentaire, Reillanne, Atelier Perrousseaux, 2005, 5e éd. (1re éd. 1995), 126 p. (ISBN 2-911220-00-5)
- Yves Perrousseaux, Histoire de l’écriture typographique, vol. I : De Gutenberg au XVIIe siècle, Méolans-Revel, Atelier Perrousseaux, 2006, 427 p. (ISBN 2-911220-13-7)
- Yves Perrousseaux, Mise en page et Impression : notions élémentaires, Méolans-Revel, Atelier Perrousseaux, 2006, 9e éd. (1re éd. 1997), 128 p. (ISBN 2-911220-01-3)
- Yves Perrousseaux, Histoire de l’écriture typographique, vol. II, t. 1 : Le XVIIIe siècle, Méolans-Revel, Atelier Perrousseaux, 2010, 239 p. (ISBN 978-2-911220-24-1)
- Yves Perrousseaux, Histoire de l’écriture typographique, vol. II, t. 2 : Le XVIIIe siècle, Méolans-Revel, Atelier Perrousseaux, 2010, 239 p. (ISBN 978-2-911220-34-0)
- Yves Perrousseaux, Règles de l’écriture typographique du français, Méolans-Revel, Atelier Perrousseaux, 2010, 9e éd. (1re éd. 1995), 128 p. (ISBN 978-2-911220-28-9)
 (Autre titre :  Manuel de typographie française élémentaire - PAO)
- Yves Perrousseaux, « Histoire de l’écriture typographique », Graphê, no 47,‎ décembre 2010, p. 2-10